# Hacerse el sueco
Hacerse el sueco är en film utgiven 2001 producerad i Kuba, Spanien och Tyskland.
Filmen skrevs av Daniel Díaz Torres och Eduardo del Llano. Den regisserades av Daniel Díaz Torres.

## Skådespelare
Skådespelare i urval:
- Carlos Calero
- Ketty de la Iglesia
- Omar Franco
- Luis Alberto García
- Peter Lohmeyer
- Enrique Molina
- María Esther Montelúz
- Mijail Mulkay

## Om titeln
|  | Wiktionary har en ordboksartikel om hacerse el sueco. |

"Hacerse el sueco" är ett på spanska idiomatiskt uttryck som betyder att spela dum eller att låtsas som det regnar. Bokstavligt översatt betyder det "att göra sig till svensken".